# Bierstekerspost
Bierstekerspost (brug 343) is een houten ophaalbrug in Amsterdam-Noord.
Ze is gelegen in het midden van het dorp Ransdorp, in de Dorpsweg Ransdorp. Ze overspant het watertje Achter Twiske. In de onmiddellijke omgeving van de brug staat de Kerk van Ransdorp met haar stompe toren.
Achter Twiske is al een oud riviertje en er mag verwacht worden dat er dus ook al tijden een brug ligt. De huidige brug dateert vermoedelijk van 1928. Banne Ransdorp was toen bezig alle bruggen in de omgeving van Ransdorp in samenspraak met Gemeente Amsterdam te vernieuwen. Na de stormvloed van 1916 hadden de afzonderlijke gemeenten te weinig geld om dit soort problemen aan te pakken. Op eigen verzoek werden ze geannexeerd door Amsterdam en kon er aan het herstel gewerkt worden. Deze brug kwam tot stand nadat een soortgelijke brug in Ransdorp aangepakt was. Bij deze brug moest met er spoed gewerkt worden; een vrachtauto had de hele bovenbouw omvergetrokken.
De basis voor deze brug is terug te vinden in de voorafgaande eeuwen, waarin het ontwerp van dit soort bruggen steeds verder geavanceerder werd. De ophaalbruggen hier hebben wat afwijkende kenmerken. Zo steekt de bovenbalk op de hameipoort aan beide kanten enige centimeters uit. De hameipoort bestaat niet uit een halve cirkel, maar uit een halve ellips. Het raakpunt tussen poort en balk bevat een kleine versiering. Aangezien het gebied toen al tot Amsterdam behoorde, zal het ontwerp van de brug komen van de Dienst der Publieke Werken, de ontwerper zelf is vooralsnog onbekend. Gezien de huidige staat van de brug mag aangenomen worden dat zij na de oplevering in de jaren twintig nog een keer opgeknapt is.
In 2017 diende de Centrale Dorpenraad van Landelijk Noord een verzoek in de brug een naam te geven, Bierstekerspost.Het is een verwijzing naar een voormalige bierstekerij op nummer 64, post is in dit gebied aanduiding voor brug. Het verzoek van 9 november 2018 ingewilligd.

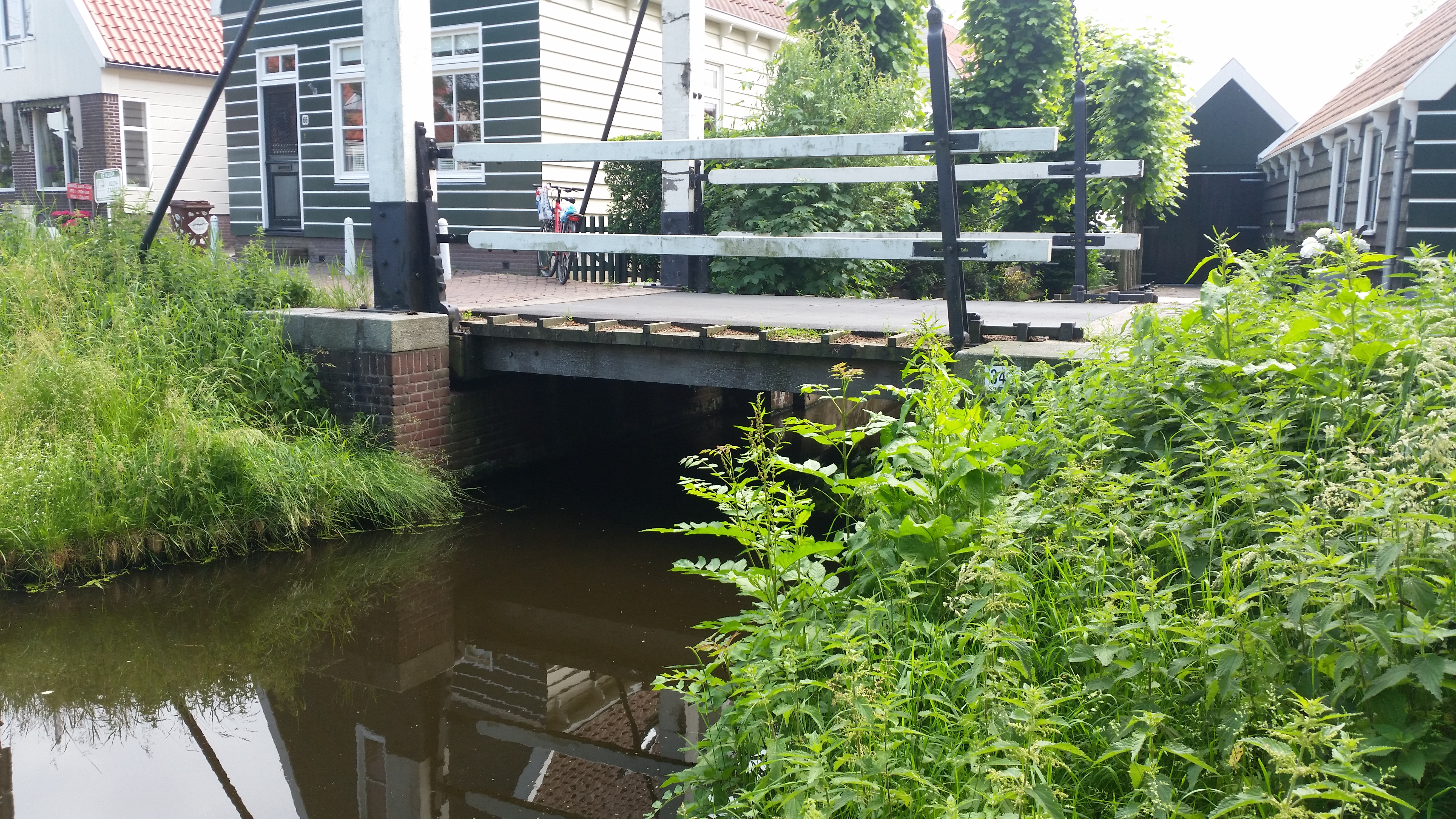
Brug 343 van de zijkant (juni 2018)

<<< · 300 · 301 · 302 · 303 · 304 · 305 · 306 · 307 · 308 · 309 · 310 · 311 · 312 · 313 · 314 · 315 · 316 · 317 · 318 · 320 · 321 · 322 · 323 · 324 · 325 · 327 · 328 · 330 · 331 · 332 · 333 · 334 · 335 · 336 · 337 · 338 · 339 · 340 · 341 · 342 · 343 · 344 · 345 · 346 · 347 · 348 · 349 · 350 · 351 · 352 · 353 · 354 · 355 · 356 · 357 · 358 · 359 · 360 · 361 · 362 · 363 · 364 · 365 · 366 · 367 · 368 · 371 · 372 · 373 · 374 · 375 · 376 · 377 · 378 · 379 · 380 · 381 · 382 · 383 · 385 · 386 · 387 · 388 · 389 · 390 · 391 · 392 · 393 · 394 · 395 · 396 · 397 · 398 · 399 · >>>
Brugnummers 319, 326, 329 (tijdelijke duiker in de Ringspoordijk), 369, 370, 384 zijn niet (meer) vergeven.